# Huttenheim (Philippsburg)

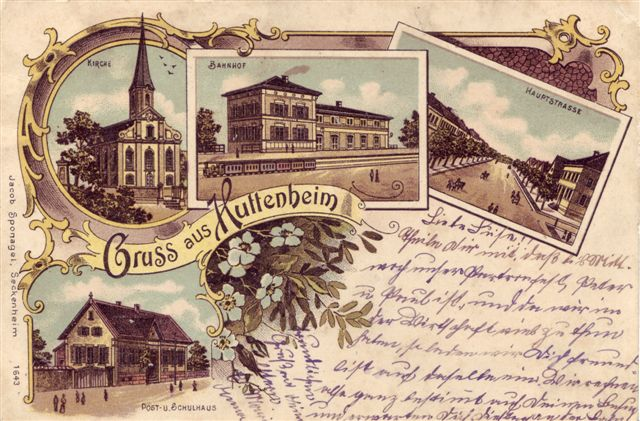
Kolorierte Ansichtskarte von Huttenheim um 1900

Huttenheim ist ein Stadtteil von Philippsburg im Landkreis Karlsruhe in Baden-Württemberg. Der am 1. Januar 1973 eingemeindete Stadtteil hat heute ungefähr 2700 Einwohner. Nachbarortschaften sind Neudorf (Gemeinde Graben-Neudorf), Rußheim (Gemeinde Dettenheim), Rheinsheim (Stadtteil von Philippsburg) und die Stadt Philippsburg. Zurzeit ist Markus Heil Ortsvorsteher von Huttenheim.

## Geschichte

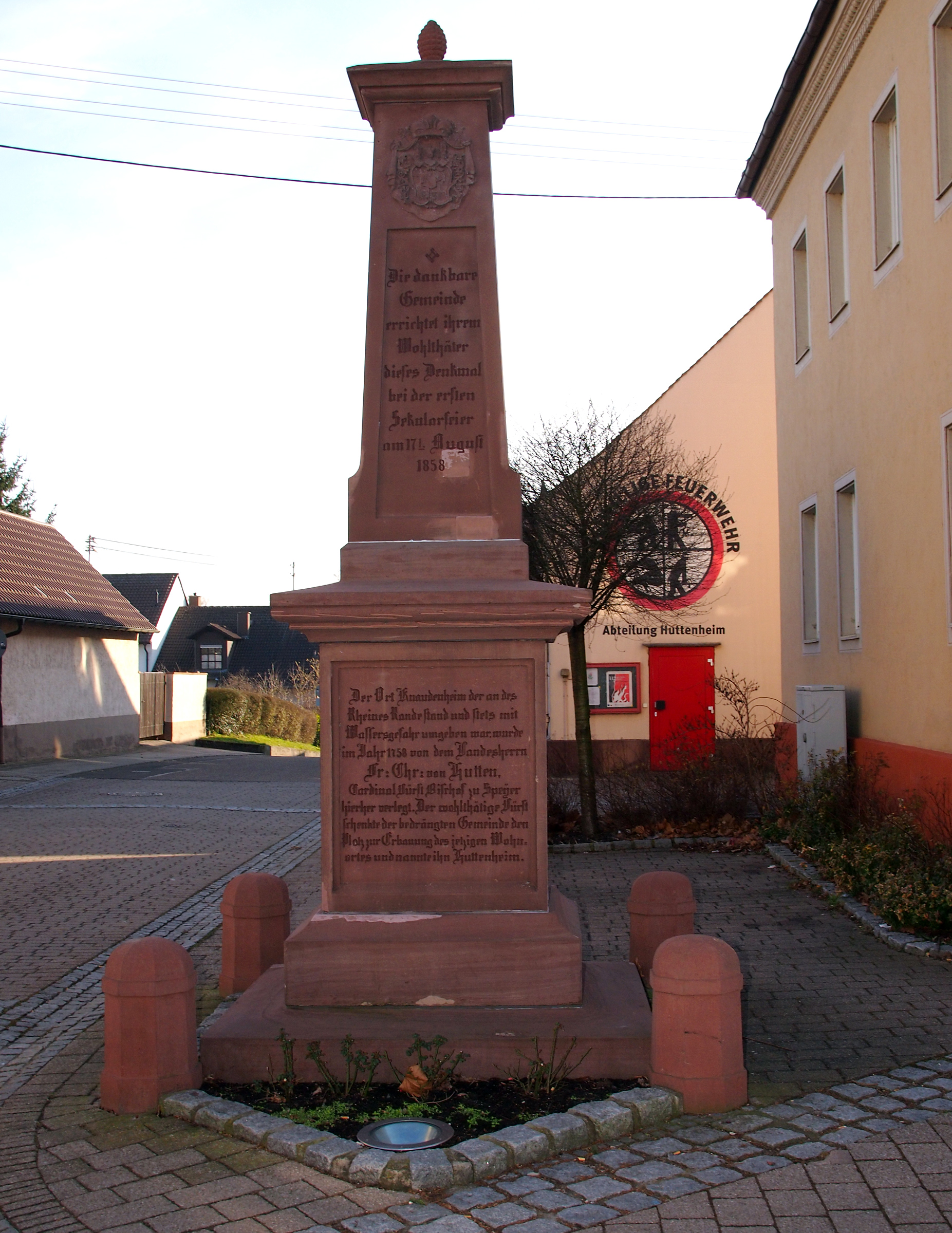
Knaudenheimdenkmal in Huttenheim

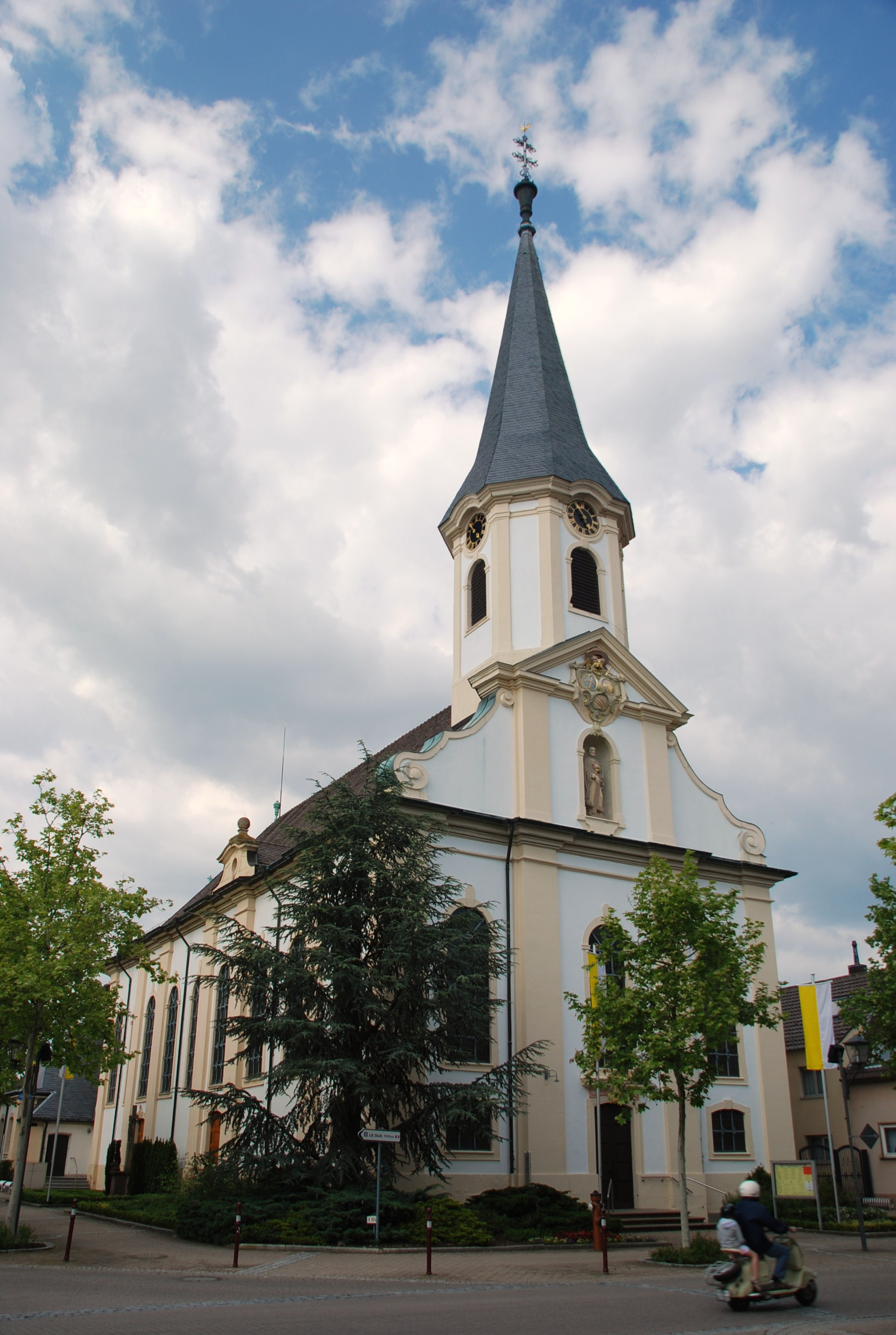
Pfarrkirche St. Peter

Huttenheim geht auf das ehemalige Dorf Knaudenheim zurück, das am 24. Juli 1758 um 9 Uhr durch einen Rheindammbruch vollständig überschwemmt wurde.
Der Knaudenheimer Einwohner Hans Peter Siegel meldete die Überschwemmung des Ortes nachmittags in der Fürstbischöflich-Speyerischen Residenz in Bruchsal. Bei der daraufhin erfolgten Beratung wurde beschlossen, das unter Wasser stehende Dorf auf den Sandbuckel am „Krummen Rain“ zu verlegen. Der Landesherr, Fürstbischof von Hutten, bestätigte diesen Beschluss nach einer Vor-Ort-Besichtigung.
Am 2. September 1758 wurden 80 Hofraiten zu je 18 ar, sowie je 1 Platz für Kirche, Rathaus, Schulhaus und Pfarrhaus, auf dem Sandbuckel „Grävenhard“ in Anwesenheit von Huttens verlost. Hans Peter Siegel wurde Vertrauensmann für den Aufbau des Dorfes „Neu-Knaudenheim“. Der Ortsplan glich einem großen T. So wurde von Ost nach West die Rheinstraße (auf dem Plan „Traasen nach Neudorff“ und „Traasen nach Alt-Knaudenheim“) und von Süd nach Nord die Philippsburger Straße („Traasen nach dem neuen Feld“) gebaut. Die gesamte Fläche des neuen Ortes betrug 44 Morgen zu je 36 ar, die zusammen mit 3000 Gulden ein Geschenk des Landesherrn an die Umsiedler war. Die Pläne stammten von Baumeister Stahl und „Feldtmesser“ Hoffmann aus Bruchsal.
Im Jahr 1760 wurde Neu-Knaudenheim als Dank an den Landesherrn, Franz Christoph von Hutten, in Huttenheim umbenannt.

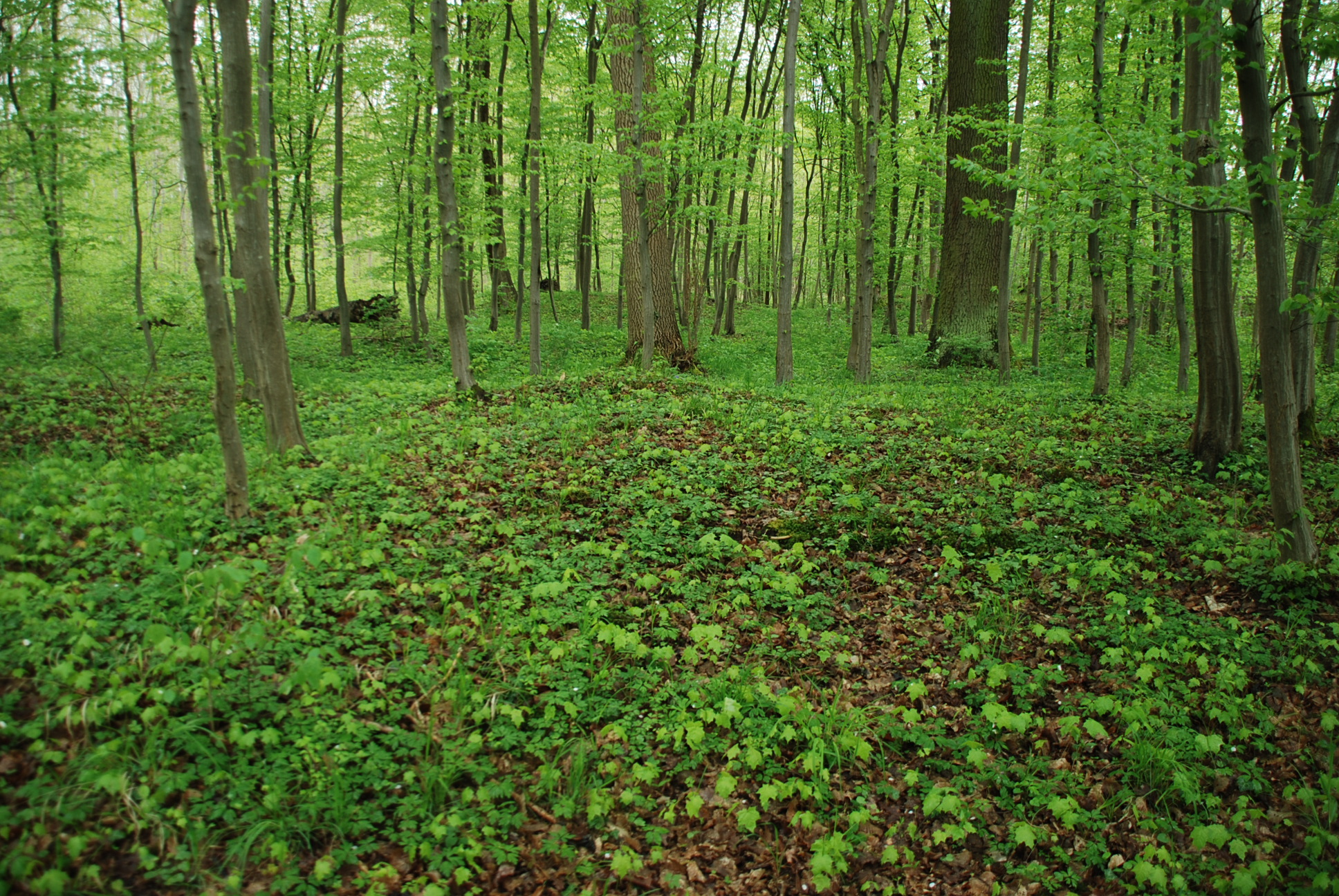
Grabhügelgruppe Hallstattkultur

In der Nähe des Dorfes befinden sich drei keltische Grabhügelgruppen der westlichen Hallstattkultur. Die Gruppe 1 besteht aus einigen Erhebungen. Die davon südlich gelegene, aus wenigen Hügeln bestehende Gruppe wurde vom Archäologen Wagner (1877) Gruppe 2 genannt. Die Gruppe 3 liegt östlich davon.
Am 1. Januar 1973 wurde der Landkreis Bruchsal aufgelöst, dem Huttenheim bis zuletzt angehörte. Zeitgleich wurde Huttenheim nach Philippsburg eingemeindet.

## Pfarrkirche St. Peter

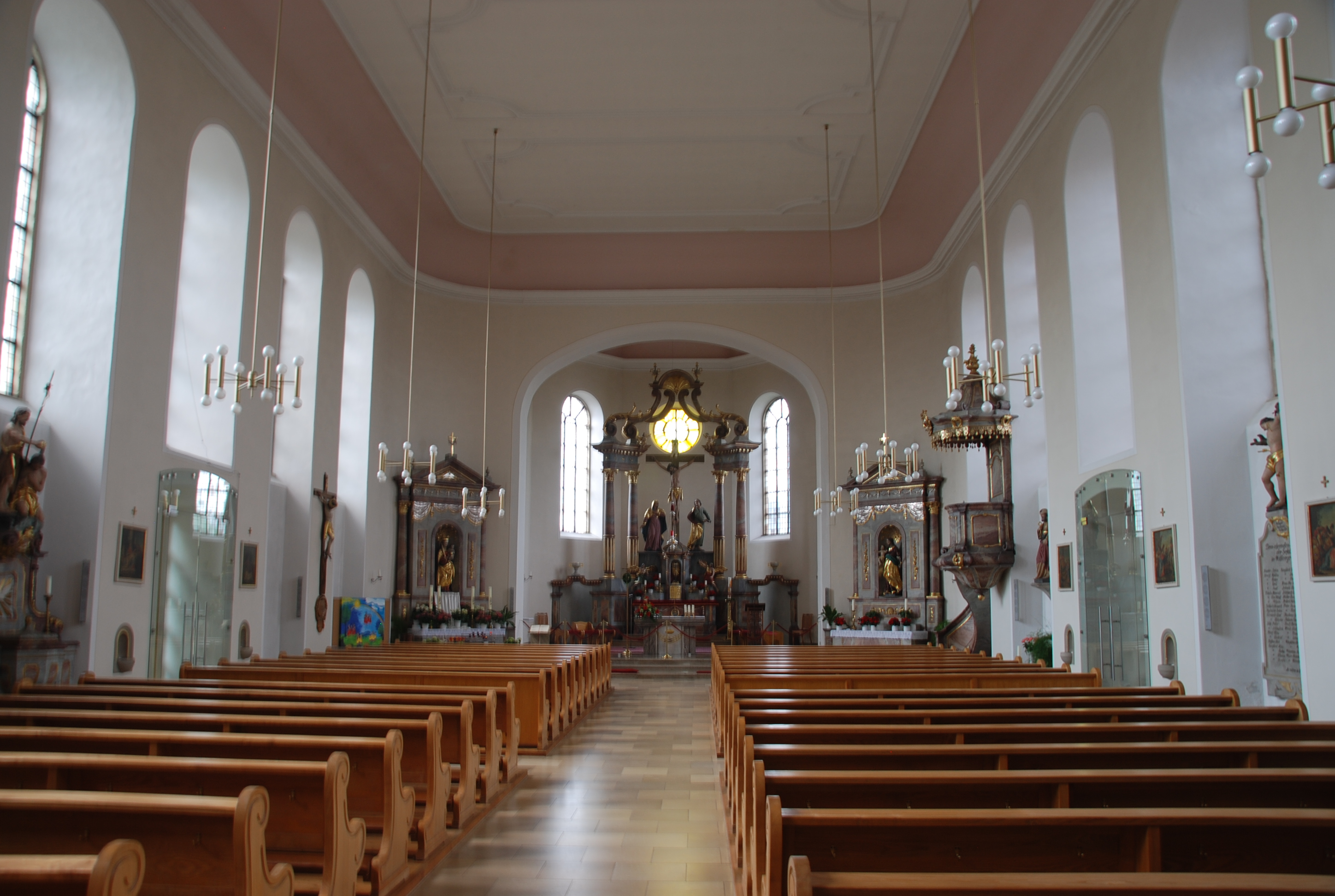
Innenansicht St. Peter

Die Huttenheimer katholische Pfarrkirche St. Peter ist ein nach Norden orientierter einschiffiger, flachgedeckter Saalbau mit nach Süden gerichteter Fassade. Der barocke Bau wurde von Johann Leonhard Stahl geplant und in zweijähriger Bauzeit fertiggestellt. Am 4. November 1763 wurde die Kirchweihe in Anwesenheit von Würdenträgern des Speyerer Domkapitels und des Bruchsaler Hofes durch den Fürstbischof vollzogen.

## Verkehr

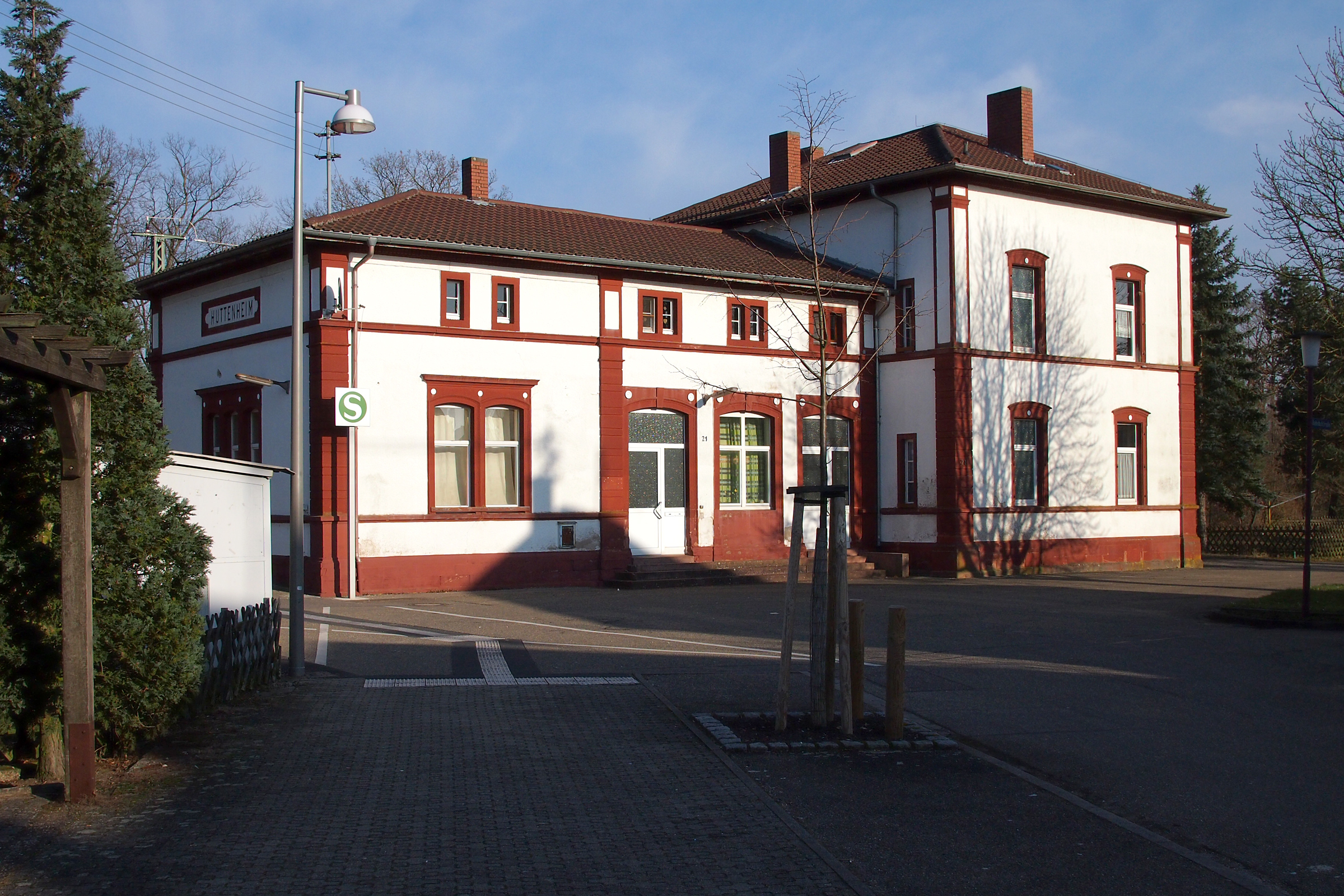
Altes Bahnhofsgebäude Huttenheim

Durch die Bruhrainbahn (Bruchsal–Germersheim) ist Huttenheim an das überregionale Schienennetz angebunden. Geplant ist, die aus Karlsruhe kommende Hardtbahn über Hochstetten hinaus über Huttenheim bis Philippsburg zu verlängern. Durch die B 35 (Illingen–Germersheim) ist Huttenheim an den Straßenfernverkehr angeschlossen.

## Ortsneckname
Die Huttenheimer werden im Volksmund aufgrund des folgenden Umstands „Hirsche“ oder auch „Hirschböck“ genannt, der sich einmal in Huttenheim abgespielt haben soll: Einstmals hielt der Fürstbischof von Speyer eine große Treibjagd ab. Der Wald war dicht, und die Treiber aus den Nachbarorten konnten nicht mehr hindurch, nur den Männern aus Huttenheim soll es gelungen sein, den Hirschen durch das Dickicht zu folgen. Deshalb soll der Fürstbischof ausgerufen haben: „Seht, meine Huttenheimer, die springen durchs Dickicht wie meine Hirsche.“